# The Freddie Mercury Album
A The Freddie Mercury Album Freddie Mercury énekes 1992-ben, posztumusz megjelent válogatásalbuma. Amerikában The Great Pretender néven, eltérő dalokkal és borítóval jelent meg. A két stúdióalbumának leghíresebb dalait, és a sikeres kislemezeit tartalmazta, esetenként az eredetitől eltérő keverésben.

## Az album dalai
|     | Cím                    | Szerző(k)                               | Hossz |
| --- | ---------------------- | --------------------------------------- | ----- |
| 1.  | The Great Pretender    | Buck Ram                                | 3:25  |
| 2.  | Foolin' Around         | Mercury                                 | 3:34  |
| 3.  | Time                   | Dave Clark, John Christie               | 2:57  |
| 4.  | Your Kind of Lover     | Mercury                                 | 3:58  |
| 5.  | Exercises In Free Love | Mercury, Mike Moran                     | 3:56  |
| 6.  | In My Defence          | Dave Clarke, David Soames, Jeff Daniels | 3:52  |
| 7.  | Mr. Bad Guy            | Mercury                                 | 3:54  |
| 8.  | Let's Turn It On       | Mercury                                 | 3:44  |
| 9.  | Living on My Own       | Mercury                                 | 3:37  |
| 10. | Love Kills             | Mercury, Giorgio Moroder                | 4:28  |
| 11. | Barcelona              | Mercury, Moran                          | 4:24  |

## Helyezések
| Ország       | Helyezés | Eladási minősítés | Eladás   |
| ------------ | -------- | ----------------- | -------- |
| Anglia       | 4        | 2× platina        | 600 000+ |
| Olaszország  | 1        | —                 | —        |
| Hollandia    | 8        | —                 | —        |
| Svájc        | 8        | platina           | 30 000+  |
| Németország  | 3        | platina           | 500 000+ |
| Japán        | 64       | —                 | —        |
| Ausztria     | 2        | —                 | —        |
| Magyarország | 10       | —                 | —        |

## Külső hivatkozások
- Slágerlista alakulása (angol nyelven). UKMIX, music, UK, network, charts, reviews, news